# Maman
«maman» (укр. Мама) — пісня французької співачки Луан, з якою вона представлятиме Францію на Пісенному конкурсі Євробачення 2025 в Базелі, Швейцарія.

## Про пісню
«maman» написала Луан у співпраці з французьким продюсером Тристаном Сальваті. Пісня була оприлюднена 15 березня 2025 року на заключному регбійному матчі Турніру шести націй Франція — Шотландія; виступ відбувся на 80-тисячному стадіоні «Стад-де-Франс» і також транслювався в прямому ефірі на офіційному YouTube-каналі Євробачення.
Як зазначають у Wiwibloggs, «„maman“ — це зворушлива пісня, насичена емоціями, що має позачасовий характер і перебуває за межами поколінь й емоційних станів. Використовуючи прості, але глибокі слова, Луан описує подорож, яка охоплює усе її життя: шлях дитини, що стала жінкою, дочки, яка перетворилась на матір. „maman“ є позачасовим освідченням у коханні, яке є перерваним діалогом між минулим і теперішнім. Мелодія пісні, ніжна й ефемерна, поступається місцем потужним емоціям. Вокал Луан, що поєднує крихкість і силу, відповідає традиціям великих балад, що здатні об'єднувати слухачів завдяки своїй щирості».

## Пісенний конкурс Євробачення 2025
28 січня 2025 року відбулося жеребкування, яке визначило, у якому з півфіналів Євробачення змагатиметься кожна країна. Оскільки Франція є однією з країн «Великої П'ятірки», то виступає одразу у фіналі конкурсу, який відбудеться 17 травня 2025 року на арені Санкт-Якобсгалле в Базелі, Швейцарія, але також голосуватиме у другому півфіналі.